# ادوارد گیونز
ادوارد گلن "اد" گیونز جونیور (به انگلیسی: Edward Galen "Ed" Givens, Jr) فضانورد اهل ایالات متحده آمریکا است که در ۵ ژانویهٔ ۱۹۳۰ میلادی در کواناه، تگزاس زاده شد.